# 송석초등학교
송석초등학교는 대한민국 충청남도 서천군 마서면 송석리에 있는 공립 초등학교이다.

## 학교 연혁
- 1946년 10월 2일: 서남국민학교 송석분교장 설립인가
- 1946년 11월 23일: 분교장 입교식 (개교기념일)
- 1948년 1월 1일: 송석국민학교 승격 개교
- 1996년 3월 1일: 송석초등학교로 개칭

## 참고 자료
- 송석초등학교 - 한국교육학술정보원 학교알리미